# Derbi Svetog Duje
Derbi Svetog Duje, hrvatski nogometni derbi između gradskih rivala HNK Hajduka i RNK Splita. Naziv je dobio po Svetom Dujmu, svecu zaštitniku grada Splita. Prvi gradski derbi u 1. HNL, odigrao se 28. kolovoza 2010. godine u Parku mladeži i završio je 1-1. U uzvratu na Poljudu, Hajduk je pobijedio 3-1.

## Popis svih rezultata uDerbiju Sv. Duje

### 1. HNL
| Sezona      | Domaćin | Gost   | Rezultat | Datum               |
| ----------- | ------- | ------ | -------- | ------------------- |
| 2010./2011. | Split   | Hajduk | 1:1      | 28. kolovoza 2010.  |
| 2010./2011. | Hajduk  | Split  | 3:1      | 12. ožujka 2011.    |
| 2011./2012. | Split   | Hajduk | 1:1      | 27. kolovoza 2011.  |
| 2011./2012. | Hajduk  | Split  | 0:0      | 10. ožujka 2012.    |
| 2012./2013. | Hajduk  | Split  | 1:0      | 28. srpnja 2012.    |
| 2012./2013. | Split   | Hajduk | 0:1      | 27. listopada 2012. |
| 2012./2013. | Split   | Hajduk | 2:1      | 4. svibnja 2013.    |
| 2013./2014. | Split   | Hajduk | 0:3      | 28. srpnja 2013.    |
| 2013./2014. | Hajduk  | Split  | 0:0      | 5. listopada 2013.  |
| 2013./2014. | Split   | Hajduk | 1:2      | 8. veljače 2014.    |
| 2013./2014. | Hajduk  | Split  | 1:0      | 13. travnja 2014.   |
| 2014./2015. | Split   | Hajduk | 1:1      | 21. rujna 2014.     |
| 2014./2015. | Hajduk  | Split  | 2:1      | 7. prosinca 2014.   |
| 2014./2015. | Hajduk  | Split  | 1:2      | 4. travnja 2015.    |
| 2014./2015. | Split   | Hajduk | 1:1      | 29. svibnja 2015.   |
| 2015./2016. | Hajduk  | Split  | 0:0      | 19. srpnja 2015.    |
| 2015./2016. | Split   | Hajduk | 0:2      | 27. rujna 2015.     |
| 2015./2016. | Hajduk  | Split  | 0:0      | 12. prosinca 2015.  |
| 2015./2016. | Split   | Hajduk | 0:0      | 3. travnja 2016.    |
| 2016./2017. | Split   | Hajduk | 0:1      | 31. srpnja 2016.    |
| 2016./2017. | Hajduk  | Split  | 2:1      | 16. listopada 2016. |

### 1. savezna liga SFRJ
| Sezona    | Domaćin | Gost   | Rezultat | Datum              |
| --------- | ------- | ------ | -------- | ------------------ |
| 1957./58. | Hajduk  | Split  | 2:2      | 15. prosinca 1957. |
| 1957./58. | Split   | Hajduk | 2:0      | 27. travnja 1958.  |
| 1960./61. | Hajduk  | Split  | 1:1      | 20. studenog 1960. |
| 1960./61. | Split   | Hajduk | 0:2      | 14. svibnja 1951.  |

### Hrvatski nogometni kup
| sezona    | dio nat.       | domaćin | gost   | rezultat | datum               | prošli dalje |
| --------- | -------------- | ------- | ------ | -------- | ------------------- | ------------ |
| 1992./93. | 1/16 završnice | Hajduk  | Split  | 0:3      | 23. rujna 1992.     | Hajduk       |
| 1992./93. | 1/16 završnice | Split   | Hajduk | 0:4      | 7. listopada 1992.  | Hajduk       |
| 2012./13. | 1/8 završnice  | Hajduk  | Split  | 2:1      | 31. listopada 2012. | Hajduk       |
| 2014./15. | 1/2 završnica  | Hajduk  | Split  | 1:1      | 8. travnja 2015.    | Split        |
| 2014./15. | 1/2 završnica  | Split   | Hajduk | 1:0      | 22. travnja 2015.   | Split        |

## Ukupna statistika
Ukupna statistika susreta između Hajduka i Splita u 1. HNL.
| Klub   | Ukupno susreta | Pobjeda | Remi | Poraz | GD | GP |
| ------ | -------------- | ------- | ---- | ----- | -- | -- |
| Hajduk | 21             | 10      | 9    | 2     | 24 | 12 |
| Split  | 21             | 2       | 9    | 10    | 12 | 24 |

 Stanje do 16. listopada 2016. 

## Vanjske poveznice
- Kontoverze i uzbuđenja dosadašnjih splitskih derbija - goal.com (hrv.)
- Prvenstva 1. HNL - hrnogomet.com (hrv.)
- hrnogomet.com - Hrvatski nogometni kup (hrv.)
- exyufudbal.ln.rs, statistike Prve savezne lige  Arhivirana inačica izvorne stranice od 2. listopada 2015. (Wayback Machine)
- Rezultati Prve savezne lige SFRJ  Arhivirana inačica izvorne stranice od 24. rujna 2015. (Wayback Machine) (srp.)